# 似秋白鮭
似秋白鮭，為輻鰭魚綱鮭形目鮭科的一種，為溫帶淡水魚，被IUCN列為易危保育類動物，分布於俄羅斯Penzhina河流域，體長可達37.5公分，棲息在底中層水域，生活習性不明。